# Austrolejeunea talinayi
Austrolejeunea talinayi är en bladmossart som först beskrevs av Sigfrid Wilhelm Arnell, och fick sitt nu gällande namn av Tamás Pócs. Austrolejeunea talinayi ingår i släktet Austrolejeunea och familjen Lejeuneaceae. Inga underarter finns listade i Catalogue of Life.